# ダルマ・シャーストラ
ダルマ・シャーストラ（サンスクリット：धर्मशास्त्र、dharmaśāstra）は、広義には紀元前6世紀ころから19世紀中葉まで絶えることなく書き続けられてきたインド古法典の総称でダルマ・スートラ（律法経）を含む。通常、「法典」と訳し、「ヒンドゥー法典」とも称される。
狭義には、とくにダルマ・スートラと区別して紀元前2世紀ころから西暦5世紀ないし6世紀にかけてサンスクリットで記された法典で、主なものとしては『マヌ法典』や『ヤージュニャヴァルキヤ法典』がある。

## 広義のダルマ・シャーストラ
広義のダルマ・シャーストラは、紀元前6世紀から紀元前2世紀にかけてのダルマ・スートラ、紀元前2世紀から紀元後5、6世紀にかけてのスムリティ（聖伝、憶伝書）、7世紀ないし8世紀以降の注釈書、12世紀以降のダルマ・ニバンダに分類される。ダルマ・スートラは、すでにバラモン教の天啓聖典であるヴェーダに付随して成立しており、バラモン教社会の4つの種姓（ヴァルナ）それぞれの権利・義務と日常生活のあり方が規定されていた。ダルマ・スートラは散文体で書かれ、特定のヴェーダ学派と結びつく性格をもっている。

## 狭義のダルマ・シャーストラ
狭義のダルマ・シャーストラは、紀元前2世紀ころから西暦5世紀ないし6世紀にかけてサンスクリットの韻文体で記された法典で、「法典文学」と訳されることもある。主なダルマ・シャーストラには『マヌ法典』や『ヤージュニャヴァルキヤ法典』『ナーラダ法典』『ヴィシュヌ法典』などがあり、特にダルマ・スートラと区別される。『ヤージュニヴァルキヤ法典』や『ナーラダ法典』といった後期ヒンドゥー法典は、『マヌ法典』ほどの総合性には欠けるが、諸規定はいっそう現実の生活に即したものに整えられている。『マヌ法典』やそれに先立つ諸々の律法経には、司法にかかわる規定が存在し、その定めるところによれば、司法の最高権威たる王はダルマ（聖法）にしたがって犯罪を罰しなければならないものとする。しかし、ダルマを保持して諸人を教導するのはバラモンの役割とみなされているところから、実際には学識経験豊かなバラモン階層の者が王の代理として裁判に臨むことが多かったのである。ダルマ・シャーストラは国王の定めた国法ではないにもかかわらず、司法は主としてバラモン階級によって掌握するところであったため、実際の法廷では大きな効力を有した。ダルマ・シャーストラはスムリティ（聖伝）に含まれ、特定の儀礼や学派（ダルシャナ）には結びつかない。18世紀後半から19世紀初頭にかけて40種を超す法典が英語、フランス語、ドイツ語など西欧諸語に翻訳された。

## 周辺国や後世への影響
ダルマ・シャーストラはインドはもとより東南アジア世界にも大きな影響をおよぼした。例えば、ミャンマーで王朝時代に編纂された「ダマタッ」はマヌ法典などのダルマ・シャーストラが仏教的に改作された世俗法として知られている。
18世紀後半以降、イギリス東インド会社は各管区ごとに首位民事裁判所と首位刑事裁判所を設置して、その下に地方裁判所とムンシフ裁判所を置く審級制の裁判制度をインドに導入し、そこでは東インド会社政府制定の法が運用されたが、民法とりわけ家族法の分野では全インド人に適用しうる画一的な法の制定は難しかったので、初代インド総督となったウォーレン・ヘースティングズは、ヒンドゥー教徒に対してはダルマ・シャーストラの法を適用するという原則を立てた。これは、近代インド社会を『マヌ法典』や『ヤージュニャヴァルキヤ法典』といった古典の法典にのっとって理解し、判断することを意味した。